# Michael Vlamis
Michael Vlamis, est un acteur, producteur, scénariste et réalisateur américain né le 27 mars 1990 à Chicago dans l'Illinois.
Il est connu pour son rôle de Michael Guerin dans la série télévisée américaine Roswell, New Mexico, reboot de la série télévisée Roswell.

## Biographie
Michael Vlamis est né et a grandi à Chicago.
Il fait des études à l'Université Chapman où il obtient un diplôme entrepreneuriat,.

### Carrière
Il commence sa carrière d'acteur en 2009 avec un court-métrage, One Good Apple.
En 2012, il joue dans le premier long-métrage de sa carrière, Two Close, où il joue le rôle de Trevor Matthews. L'année suivante, il accepte le rôle qui dynamise sa carrière, où il joue aux côtés de Zooey Deschanel dans un épisode la série télévisée New Girl dans le rôle de Hipster Jerkwad.
Michael Vlamis joue plusieurs rôles dans des court-métrages et des épisodes de séries télévisées.
En 2018 où il décroche le rôle principal de sa carrière, Michael Guerin dans la série Roswell, New Mexico, reboot de Roswell adaptée par Jason Katims entre 1999 et 2002, aux côtés de Jeanine Mason, Nathan Parsons, Heather Hemmens, Tyler Blackburn et Michael Trevino. La série développée par Julie Plec est diffusée depuis le 15 janvier 2019 sur The CW. L'acteur n'était cependant pas le premier choix pour le rôle (Nathan Dean Parsons était favori mais finira par jouer Max Evans, le premier rôle masculin principal de la série), car on lui reprochait d'être un acteur de comédie.
En 2019, il a produit son premier long métrage, 5 Years Apart, et a interprété le rôle de Sammy aux côtés de Chloe Bennet, Scott Michael Foster et Ally Maki. Le film a remporté le meilleur casting d'ensemble au festival du film indépendant de Los Angeles.
En 2020, il est la tête d'affiche du film The Resort et de Pools aux côtés d'Odessa Adlon et Tyler Alvarez.
En 2022, Michael Vlamis entame son premier long-métrage en tant qu'acteur et réalisateur, le thriller psychologique Crossword. Il y joue le rôle principal (James) avec Aurora Perrineau (Tessa) et a écrit le scénario avec Kyle Anderson.

## Filmographie
Sauf indication contraire, les informations mentionnées dans cette section peuvent être confirmées par la base de données cinématographiques IMDb,  présente dans la section « Liens externes ».

### Cinéma

#### Longs métrages
- 2012 : Two Close : Trevor Matthews
- 2018 : Spiral de Joe Clarke : Ryan
- 2019 : 5 Years Apart de Joe Angelo Menconi : Sammy (également producteur)
- 2020 : The Resort de Taylor Chien : Sam
- 2020 : Pools de Sam Hayes : Michael

#### Courts métrages
- 2009 : One Good Apple : inspecteur chef Davis
- 2011 : Knitting Needle Nightstalker 7 : Fred
- 2012 : Chocolatits : amateur de chocolat
- 2012 : The University of Phoenix Online : College Bro
- 2012 : Gentleman's Game : Gunslinger
- 2012 : Boner Police: The Movie : Boner Swat
- 2012 : Google Me
- 2012 : The Uninvited: A Red River Rivalry Nightmare
- 2013 : Tinder Too: Taylor Swift 22 Parody
- 2013 : Love somebody : Elliot
- 2015 : In the Dismal Night Hours
- 2016 : Everloving : Louie
- 2016 : MemE! True Hollywood Story : Meme (également producteur, scénariste)
- 2017 : New Friend: A Love Story : Corey (également producteur, scénariste)
- 2017 : Best Show in Town : James
- 2018 : Closed for Maintenance
- 2018 : Getting Old : Brandon
- 2018 : The Big Break : Michael Glazer

### Télévision

#### Séries télévisées
- 2013 : New Girl : Hipster Jerkwad (saison 2, épisode 18 - Tinfinity)
- 2013 : Heartbreak High, USA : Étudient (1 épisode)
- 2016 : Us Too : Rex (saison 1, épisode 4)
- 2016 : HomeBoyz : un loup (1 épisode)
- 2017 : VlamCarter : Michael / Tommy / Mike / Derek / Mikey (également réalisateur, producteur, scénariste - 5 épisodes)
- 2017 : Simi Valley : Nathan (1 épisode)
- 2017 : A(list)-holes : Brad (1 épisode)
- 2018 : Every Other Weekend (saison 1, épisode 3)
- 2019-2022 : Roswell, New Mexico : Michael Guerin (rôle principal)

#### Téléfilms
- 2018 : Revenge Tour : Nick